# Ceratophygadeuon bellus
Ceratophygadeuon bellus là một loài tò vò trong họ Ichneumonidae.